# Mouvement du logiciel libre
 (avril 2023).

Logo du projet GNU, initiateur du mouvement du logiciel libre.

Le mouvement du logiciel libre est un mouvement politique et social dont la démarche vise à proposer des logiciels exempts de secret industriel, sur lesquels la libre circulation du code source est garantie.

## Philosophie
Selon Richard Stallman, initiateur de ce mouvement, « les éditeurs de logiciel cherchent à diviser et à conquérir les utilisateurs en forçant chacun à accepter de ne pas partager avec les autres. » Le mouvement du logiciel libre doit au contraire favoriser la solidarité et la coopération entre les personnes qui utilisent des ordinateurs.
En pratique, cela implique de rejeter les logiciels propriétaires, qui imposent de telles restrictions, et de promouvoir les logiciels libres, dans le but ultime de libérer tout le monde dans le cyberespace. Stallman affirme que le mouvement du logiciel libre favorisera plutôt qu'il n'entravera la progression de la technologie, car cela permettra d'« éviter de perdre beaucoup d'énergie à faire de la programmation système en double, et qu'on pourra rediriger ces efforts vers le progrès méthodologique. »

Les membres du mouvement du logiciel libre estiment que tous les utilisateurs de logiciels devraient avoir les libertés énumérées dans la définition du logiciel libre ainsi que la liberté de former une communauté.
Vous devez avoir la liberté de vous aider vous-même en modifiant le code source pour faire ce que vous avez à faire, quelle que soit la tâche. Et la liberté d'aider votre voisin en redistribuant des copies des programmes à d'autres personnes. Et aussi la liberté d'aider à construire votre communauté, en publiant des versions améliorées afin que d'autres personnes puissent en bénéficier.
Le mouvement du logiciel libre est souvent qualifié d'anarchiste. En effet, par son attachement aux libertés individuelles et collectives, par la pratique de la coopération et par le rejet de la propriété privée capitaliste, ses principes rejoignent ceux du mouvement libertaire.

## Histoire
Ce mouvement est initié en 1983 avec l'annonce du projet GNU et repose sur les traditions de la communauté hacker des années 1970, dans laquelle le partage et la philosophie du logiciel libre était la norme mais dont l'héritage souffrait du vide juridique entourant les biens communs.
On trouve dans l'origine de ce mouvement, une volonté de contrôle sur les outils de travail. Les logiciels privés utilisés à l'époque étant de plus en plus difficiles à adapter.

## Société de la connaissance
Selon la Free Software Foundation, le mouvement du logiciel libre est la fondation d'une société de la connaissance dans laquelle les outils utilisés au quotidien peuvent être à la fois partagés, étudiés et modifiés. Benjamin Bayart considère pour sa part ce mouvement comme l'une des deux facettes de la société de la connaissance,. Lawrence Lessig voit dans ce mouvement à la fois une réponse pour un monde fondé sur le code et le plus important travail pour la liberté observé depuis plusieurs générations dans les sociétés contemporaines, par sa capacité de placer la liberté au centre de la société de l'information.